# Amphissites
Amphissites is een geslacht van uitgestorven kreeftachtigen uit de klasse van de Ostracoda (mosselkreeftjes), de onderorde Beyrichicopina en de familie Amphissitidae. Soorten die tot het geslacht behoren leefden van het Devoon tot het Perm in Europa, Noord-Amerika, Australië, en Oost-Azië. Het geslacht heeft mogelijk kort in het Trias overleefd.

## Soorten
- Amphissites (Ectodemites) pataci Sanchez De Posada, 1978 †
- Amphissites (Ectodemites) planus (Cooper, 1941) Pribyl, 1962 †
- Amphissites (Ectodemites) primus (Cooper, 1941) Polenova, 1952 †
- Amphissites aguathunaensis Dewey & Fahraeus, 1987 †
- Amphissites albertensis Loranger, 1954 †
- Amphissites altanodosus Geis, 1932 †
- Amphissites alticostatus Bradfield, 1935 †
- Amphissites altireticulella Swartz & Swain, 1941 †
- Amphissites armatus Brayer, 1952 †
- Amphissites batalinae Posner, 1951 †
- Amphissites beatus Posner, 1951 †
- Amphissites beaumontensis Loranger, 1954 †
- Amphissites bellula (Chen, 1958) Sun (Quan-Ying), 1984 †
- Amphissites bernhageni Stewart & Hendrix, 1945 †
- Amphissites biambonaria Hao (Yi-Chun) (Hei-Cheng), 1992 †
- Amphissites blumenstengeli Gruendel, 1962 †
- Amphissites bradfieldi Elias, 1958 †
- Amphissites bushi Harlton, 1933 †
- Amphissites cantabricus Becker, 1981 †
- Amphissites carinatus Cooper, 1946 †
- Amphissites carinodus Cooper, 1957 †
- Amphissites carmani Stewart & Hendrix, 1945 †
- Amphissites celticus Ramsbottom, 1952 †
- Amphissites centrocostatus Blumenstengel, 1970 †
- Amphissites centronota (Ulrich & Bassler, 1906) †
- Amphissites centronotiformis Buschmina, 1968 †
- Amphissites centronotoides Geis, 1932 †
- Amphissites centronotus (Ulrich & Bassler, 1906) Roundy, 1926 †
- Amphissites centronotus Roundy, 1926 †
- Amphissites chappelensis Roundy, 1926 †
- Amphissites ciscoensis Harlton, 1928 †
- Amphissites clavatus Posner, 1951 †
- Amphissites clivosus Kotschetkova, 1964 †
- Amphissites concentricus (Ulrich & Bassler, 1913) Warthin, 1937 †
- Amphissites concentricus Bakharev, 1987 †
- Amphissites confluens Bradfield, 1935 †
- Amphissites congruens Cooper, 1946 †
- Amphissites cononodus Blumenstengel, 1965 †
- Amphissites corrensi Kummerow, 1953 †
- Amphissites costatus (Roth, 1929) Bassler & Kellett, 1934 †
- Amphissites cumingsi Bradfield, 1935 †
- Amphissites debilis Robinson, 1978 †
- Amphissites decipiens Croneis & Bristol, 1939 †
- Amphissites decoratus Kummerow, 1953 †
- Amphissites deesensis (Bradfield, 1935) Sohn, 1961 †
- Amphissites deltoideus Kummerow, 1953 †
- Amphissites duvernai Loranger, 1954 †
- Amphissites elongatus (Cooper, 1941) Hoare, 1993 †
- Amphissites exactus Buschmina, 1975 †
- Amphissites exiguus Cooper, 1941 †
- Amphissites formosus Zanina, 1956 †
- Amphissites genetivus Morey, 1935 †
- Amphissites girtyi Knight, 1928 †
- Amphissites golcondensis Croneis & Gale, 1939 †
- Amphissites graptus (Keyserling, 1854) Bassler & Kellett, 1934 †
- Amphissites gregeri Delo, 1931 †
- Amphissites guangzhouensis Sun (Quan-Ying), 1984 †
- Amphissites helenae Posner, 1951 †
- Amphissites helmutalbertii Becker, 1987 †
- Amphissites henryi Sohn, 1983 †
- Amphissites humerosus Ramsbottom, 1952 †
- Amphissites hungaricus (Zalanyi, 1974) Gerry & Honigstein in Gerry et al., 1987 †
- Amphissites inornatus Kummerow, 1953 †
- Amphissites insignis Croneis & Thurman, 1939 †
- Amphissites irinae Glebovskaja & Zaspelova, 1953 †
- Amphissites irregularis Coryell & Sample, 1932 †
- Amphissites jiangyouensis Xie, 1983 †
- Amphissites kamenkaensis Buschmina, 1975 †
- Amphissites kitakamiensis Ishizaki, 1967 †
- Amphissites klarae Egorova, 1953 †
- Amphissites knighti Sohn, 1954 †
- Amphissites koehleri Delo, 1931 †
- Amphissites kolymensis Buschmina, 1979 †
- Amphissites lamellifer Buschmina, 1975 †
- Amphissites latinodus Croneis & Bristol, 1939 †
- Amphissites lineatus Croneis & Bristol, 1939 †
- Amphissites lutkevichi Spizharsky, 1939 †
- Amphissites marginiferus (Roth, 1929) Harlton, 1933 †
- Amphissites menardensis Harlton, 1929 †
- Amphissites meraculus Ljaschenko, 1964 †
- Amphissites mesocostus (Roth, 1929) Bassler & Kellett, 1934 †
- Amphissites minutus (Roth, 1929) Bassler & Kellett, 1934 †
- Amphissites miseri Harlton, 1933 †
- Amphissites mosquensis Posner, 1951 †
- Amphissites multicarinatus Zbikowska, 1983 †
- Amphissites multicostatus Ivanova & Tkacheva, 1978 †
- Amphissites neocentronotus Becker & Wang, 1992 †
- Amphissites nodosulcatus Geis, 1932 †
- Amphissites nodosus Scott & Borger, 1941 †
- Amphissites normalis Kotschetkova & Tschigova, 1987 †
- Amphissites obesus Croneis & Gale, 1939 †
- Amphissites obtusus Gusseva, 1971 †
- Amphissites ornatus Posner, 1951 †
- Amphissites parvulus (Paeckelmann, 1913) Becker, 1971 †
- Amphissites parvus Cooper, 1946 †
- Amphissites peculiaris Morey, 1935 †
- Amphissites perfectus Adamczak, 1968 †
- Amphissites permianus (Jones & Kirkby, 1886) Bassler & Kellett, 1934 †
- Amphissites petchoricus Martinova, 1960 †
- Amphissites planoventralis Geis, 1932 †
- Amphissites porubensis Pribyl, 1958 †
- Amphissites primus (Cooper, 1941) Sohn, 1961 †
- Amphissites promptus Kotschetkova & Tschigova, 1987 †
- Amphissites proprius Gorak, 1964 †
- Amphissites pulcher Polenova, 1952 †
- Amphissites quadratus Cooper, 1941 †
- Amphissites radiata (Jones & Kirkby, 1885) Latham, 1932 †
- Amphissites radiatus (Jones & Kirkby, 1885) Latham, 1932 †
- Amphissites ramicosus Zanina, 1956 †
- Amphissites remesi Pokorny, 1951 †
- Amphissites reticulatus Geis, 1932 †
- Amphissites ringnoodensis Harris & Jobe, 1956 †
- Amphissites robertsi Morey, 1935 †
- Amphissites robustus Cooper, 1946 †
- Amphissites rothi Croneis & Funkhouser, 1939 †
- Amphissites rowei Coley, 1954 †
- Amphissites rugosus Girty, 1910 †
- Amphissites saalfeldensis Bartzsch & Weyer, 1979 †
- Amphissites semimuralis Bassler & Kellett, 1934 †
- Amphissites shafferi Stewart & Hendrix, 1945 †
- Amphissites similaris Morey, 1936 †
- Amphissites similis Croneis & Gale, 1939 †
- Amphissites simplex (Girty, 1910) Bassler & Kellett, 1934 †
- Amphissites simplus (Roth, 1929) Bassler & Kellett, 1934 †
- Amphissites sinensis Hou, 1954 †
- Amphissites sohni Christopher, Hoare & Sturgeon, 1990 †
- Amphissites sosioensis Kozur, 1991 †
- Amphissites spinosus Posner, 1951 †
- Amphissites springvillensis Benson & Collinson, 1958 †
- Amphissites stictus (Keyserling, 1854) Bassler & Kellett, 1934 †
- Amphissites strictus Gusseva, 1971 †
- Amphissites subcentronotus Hou, 1954 †
- Amphissites subinsignis Sohn, 1961 †
- Amphissites suprapermianus Kozur, 1985 †
- Amphissites tener Becker, 1964 †
- Amphissites torguatus Bakharev, 1987 †
- Amphissites tricarinatus Ehrlich, 1964 †
- Amphissites tricostatus Blumenstengel, 1975 †
- Amphissites trinodosus Zaspelova, 1959 †
- Amphissites truncatus Sohn, 1961 †
- Amphissites tumidus (Cooper, 1941) Hoare, 1993 †
- Amphissites tumidus (Cooper, 1941) Sohn, 1961 †
- Amphissites umbonatus (Eichwald, 1857) Bassler & Kellett, 1934 †
- Amphissites urei (Jones & Kirkby, 1859) Latham, 1932 †
- Amphissites vanniae Geis, 1932 †
- Amphissites verrucosus Zanina, 1956 †
- Amphissites weaveri (Roth, 1929) Harlton, 1933 †
- Amphissites wewokanus Warthin, 1930 †
- Amphissites whickhopensis Robinson, 1978 †